# Kanton San Fernando
Der Kanton San Fernando befindet sich in der Provinz Azuay im Süden von Ecuador. Er besitzt eine Fläche von 138,6 km². Im Jahr 2020 lag die Einwohnerzahl schätzungsweise bei 4160. Verwaltungssitz des Kantons ist die Ortschaft San Fernando mit 1464 Einwohnern (Stand 2010). Der Kanton San Fernando wurde im Jahr 1986 eingerichtet.

## Lage
Der Kanton San Fernando befindet sich südzentral in der Provinz Azuay. Das Gebiet liegt in den Anden. Er liegt in Höhen zwischen 1580 m und 4089 m. Der Oberlauf des Río Rircay fließt entlang der südöstlichen Kantonsgrenze nach Süden und entwässert das Areal. Von Girón, das an der Fernstraße E59 von Pasaje nach Cuenca liegt, führt eine Stichstraße nach San Fernando.
Der Kanton San Fernando grenzt im Osten und im Süden an den Kanton Girón, im Westen an den Kanton Santa Isabel sowie im Norden an den Kanton Cuenca.

## Verwaltungsgliederung
Der Kanton San Fernando ist in die Parroquia urbana („städtisches Kirchspiel“)
- San Fernando

und in die Parroquia rural („ländliches Kirchspiel“)
- Chumblín

gegliedert.